# Serge Davri
Serge Davri est un acteur français né Paul Serge Danowitch le 16 mars 1919 à Paris, de Joseph Davrichachvili — un exilé politique géorgien —, et mort le 26 mars 2012 à Montreuil.

## Biographie
Son nom officiel devient Serge de Davrichewy le 3 avril 1919 lorsque son père le reconnait.
Un temps[évasif] condisciple de Jacques Fabbri, il abandonne rapidement le théâtre pour le music-hall et le chant : chanteur de charme, il passe un temps[évasif] dans les tournées d'Édith Piaf. Imitateur, puis créateur d'attractions, il se produit dans différents music-halls en France (Pigalle, Montparnasse et Marseille), en Belgique et aux États-Unis (Las Vegas).
En 1954, il débute au cinéma avec Lucette Raillat et enchaîne une vingtaine de films, et travaille aussi pour la télévision.
Sur le plan familial, il a — avec sa femme Colette — un fils en mars 1950, Bruno, décédé en janvier 1999, puis un petit-fils, Philippe, né le 17 mai 1977.

## Filmographie

### Cinéma
- 1958 : La Môme aux boutons de Georges Lautner
- 1960 : Tirez sur le pianiste de François Truffaut
- 1961 : Les Livreurs de Jean Girault
- 1961 : Tire-au-flanc 62 de Claude de Givray
- 1961 : Dans l'eau qui fait des bulles de Maurice Delbez
- 1964 : Les Gorilles de Jean Girault
- 1964 : Les Pieds nickelés de Jean-Claude Chambon
- 1969 : La Honte de la famille de Richard Balducci
- 1971 : Doucement les basses de Jacques Deray
- 1971 : La Grande Maffia... de Philippe Clair
- 1974 : Borsalino and co de Jacques Deray

### Télévision
- 1967 : Salle 8 de Jean Dewever
- 1969 : Les oiseaux rares de Jean Dewever
- 1971 : Yvette de Jean-Pierre Marchand
- 1974 : Le cas Adam et Eve de Serge Witta
- 1977 : Cinéma 16, l'amuseur de Bruno Gantillon
- 1979 : Médecins de nuit de Bruno Gantillon, épisode : Légitime Défense (série télévisée)